# Kierstan Bell
Kierstan Bell (ur. 16 marca 2000 w Alliance) – amerykańska koszykarka występująca na pozycji rzucającej, obecnie zawodniczka Adelaide Lightning, a w okresie letnim Las Vegas Aces.
W 2019 wystąpiła w meczu gwiazd amerykańskich szkół średnich – McDonald’s All-American.

## Osiągnięcia
Stan na 6 marca 2023, na podstawie, o ile nie zaznaczono inaczej.

### NCAA
- Uczestniczka rozgrywek:
  - II rundy turnieju NCAA (2022)
  - turnieju NCAA (2021, 2022)
- Mistrzyni:
  - turnieju konferencji Atlantic Sun (ASUN – 2021, 2022)
  - sezonu regularnego Atlantic Sun (2021, 2022)
- Koszykarka roku:
  - konferencji ASUN (2021, 2022)
  - Becky Hammon Mid-Major Player of the Year (2021, 2022)
- Najlepsza nowo-przybyła zawodniczka konferencji ASUN (2021)
- MVP turnieju ASUN (2021, 2022)
- Zaliczona do:
  - I składu:
    - ASUN (2021, 2022)
    - turnieju ASUN (2021, 2022)
    - najlepszych pierwszorocznych zawodniczek Big Ten (2020)

  - honorable mention:
    - All-American (2021, 2022 przez Associated Press, USBWA, WBCA)
    - All-Big Ten (2020)
- Zawodniczka tygodnia:
  - NCAA (23.02.2021 według USBWA)
  - ASUN (6x –– 2020/2021)
- Najlepsza pierwszoroczna zawodniczka kolejki Big Ten (9.12.2019, 6.01.2020, 13.01.2020)

### WNBA
- Mistrzyni WNBA (2022)
- Zdobywczyni pucharu Commissioner’s Cup (2022)